# Triandria
Triandria (greacă Τριανδρία) este un oraș în Grecia în prefectura Salonic.